# Sphenomorphus luzonense
Sphenomorphus luzonense är en ödleart som beskrevs av  George Albert Boulenger 1894. Sphenomorphus luzonense ingår i släktet Sphenomorphus och familjen skinkar. IUCN kategoriserar arten globalt som nära hotad. Inga underarter finns listade i Catalogue of Life.